# Бушов, Алексей
Алексей Бушов (род. 1969) — российский фотожурналист, трэвел фотограф, член Союза фотохудожников России, член Русского Географического Общества, член Союза Журналистов России.

## Биография
Окончил среднюю общеобразовательную школу № 48 в городе Томске. В 1991 году окончил Томское высшее военное командное училище связи. В дальнейшем — выпускник факультета юриспруденции ТГУ. С детства любил рисовать. Снимать начинал в путешествиях. В объектив попадали в разные года Африка, Австралия, Америка, Европа и др. страны мира. Впоследствии стал фриланс-фотографом. Публиковался в таких изданиях как GEO, Вокруг Света, Огонек, Неизвестная Сибирь, Российская Газета, Советский спорт, и других. Основал собственную школу фотографии, назвав её своим именем.

## Награды
- 2008 — Призёр Пресс-фото России 2008
- 2009 — 3rd prize singles, Nature, World Press Photo[5][6]
- 2009 — 3 место в номинации «Природа и окружающая среда. Истории» «Фонда развития фотожурналистики России»[7]
- 2010 — гран-при конкурса «Best Photographer of Russia −2010».[8][9]

## Интервью
- Творческие советы от именитого фотографа Алексея Бушова.[3]